# Påske
Påske betegner både den jødiske højtid, Pesach, der fejrer jødernes udvandring fra Ægypten, og den vigtigste og ældste kristne højtid, der markerer Jesus' død og opstandelse.
Påske ligger på forskellige tidspunkter hvert år, da datoen er baseret på jævndøgn og fuldmåne. Det er således påskesøndag søndagen efter første fuldmåne efter forårsjævndøgn. Denne udregning blev vedtaget ved Kirkemødet i Nicæa i år 325, hvor man også besluttede, at de beregninger som fastsatte påsken, skulle være lavet af kristne. Datoen for den jødiske påske, pesach (se mere i afsnittet nedenfor) falder imidlertid anderledes, da påske efter jødisk tradition er beregnet ud fra nymåne. Indtil år 1700 brugte man i Danmark og mange andre lande den julianske kalender, der med tiden blev mere og mere upræcis, hvor forårsjævndøgn efterhånden havde forskubbet sig fra 21. marts til 11. marts. I 1700 gik Danmark over til at bruge den mere præcise gregorianske kalender.
De østlige biskopper, den ortodokse kirke, foretrak at bevare tilknytningen til den jødiske pesach som påskefejring, dels fordi evangelierne fortæller, at Jesu død og opstandelse skete i de jødiske påskedage, og dels fordi de fleste kristne i de østlige områder var af jødisk oprindelse, hvorfor biskopperne gerne ville bevare en kontinuitet i helligdage. Man blev dog enige om, at påsken falder på en søndag, men hvor den vestlige kirke – i dag katolikker og protestanter – skiftede til den gregorianske kalender, fastholdt den østlige kirke, at bruge den julianske kalender for udregning af påsken. Da forårsjævndøgn altid er den 20 marts i den gregorianske kalender, vil den vestlige påske beregnes til afholdelse mellem 22. marts og 25. april. Den østlige kirkes brug af den ældre julianske kalender til udregning af påske, medfører at påske kan falde så sent som i begyndelsen af maj.

## Den jødiske påske
Oprindeligt var påsken en gammel israelitisk fest fra nomadetiden for foråret og kvægets frugtbarhed. Sidenhen blev festen omtolket som en ihukommelse af udvandringen fra Ægypten, som er en fortælling fra 2. Mosebog, der blev en del af jødisk selvforståelse. Det fortælles dér, at israelitterne forud for udvandringen slagtede et lam. Det blev tilberedt og spist med usyret brød og urter. Lammets blod blev smurt på dørstolperne for at holde dødens engel væk. Det blev tradition at spise lam hver 15. nisan. Lammet skulle ofres og spises i templet, men det blev for besværligt, så lammet blev slagtet i templet med det ceremonielle måltid hjemme. Jøderne bevarer den del af ritualet.

## Den kristne påske
Den kristne fest fejrer Kristi opstandelse. Det er ikke sikkert de hedningekristne menigheder fejrede påske, da hver søndag i forvejen var tilegnet mindet om Kristi opstandelse. I slutningen af det 2. århundrede opstod en strid om festen; men alle enedes om, at Jesu død skete fredag, og opstandelsen skete søndag. Ved kirkemødet i Nikæa i år 325 blev tidspunktet for påsken fastlagt.
Det var tradition at faste 40 dage før påske som en indlevelse i Jesus lidelser og død. Dagene lige før fasten var festdage: fastelavn. Den første fastedag kaldes stadigvæk askeonsdag, hvor menigheden i kirken bliver velsignet og får et kors tegnet med aske i panden. Den 5. søndag i fasten er i den danske Folkekirke Maria bebudelsesdag, hvor ærkeenglen Gabriel fortæller jomfru Maria, at hun skulle føde Jesus. I dag er der kristne, som selv lader sig korsfæste rituelt, for igennem imitation at nærme sig Jesus.
Passionsugen eller den stille uge indledes med Palmesøndag, hvor Jesus red ind i Jerusalem på et æsel (ifølge Matthæusevangeliet på to) for at fejre den jødiske påske. Befolkningen stod og viftede med palmegrene og tog imod ham og hyldede ham som konge og befrier. Skærtorsdag indstiftede Jesus nadveren, da han indtog det sidste måltid med sine disciple. Dagen hedder skærtorsdag fordi Jesus vaskede disciplenes fødder og gjorde dem rene (og skære). Langfredag er koncentreret omkring Jesu domfældelse, korsfæstelse og død. Pesach, jødernes påskefest, blev fejret på sabbatten; om lørdagen lå alt stille, mens søndag var almindelig hverdag. Det var på den det blev opdaget, at Jesus ikke lå i sin grav, men var opstået fra de døde. Påskedag er derfor en glædens dag. 2. påskedag er en forlængelse af festen.
Jesus viste sig efter opstandelsen flere gange for mennesker, men på Kristi Himmelfartsdag 40 dage efter påske var det slut, og Jesus blev ophøjet til at sidde ved Guds højre hånd. Påsken varer indtil Pinse.

### Den stille uge og påskeugen
Den stille uge, passionsuge eller dimmeluge er betegnelsen for ugen før påske, mellem palmesøndag og påskedag. Den er sidste uge i fasten og indeholder helligdagene skærtorsdag og langfredag. Mange skoler og andre institutioner holder påskeferie i den stille uge, og undertiden kaldes denne uge for påskeugen.
Påskeugen er traditionelt betegnelsen på den første uge i eller efter påsken, det vil sige ugen fra påskedag til 1. søndag efter påske. Denne uge indeholder (for Danmarks / Den danske Folkekirkes vedkommende) helligdagen 2. påskedag. Dagene i denne uge efter påskedag kan også kaldes påskemandag (2. påskedag), påsketirsdag (3. påskedag) etc.

### Påskeskikke i Danmark
- Påskeæg
- Gækkebrev
- Påskekyllinger
- Påskeharen
- Påskebryg
- Påskefrokost
- Påskelilje

## Overtro i forbindelse med påskeugen
Aftenen før Skærtorsdag blev i folkemunde tidligere kaldt for Sankt Skadeaften. Man troede, at skaderne på denne aften fløj bort sammen med heksene.

## Beregning af datoen for påskedag
Påskedag er den første søndag efter første fuldmåne efter 21. marts (typisk forårsjævndøgn men ikke altid). Det betyder, at det altid er fuldmåne mellem palmesøndag og påskedag. Og at det altid er fuldmåne i skolernes påskeferie. Datoen er tidligst 22. marts og senest 25. april. Datoen for Påskedag i 2008 var den 23. marts.
Palmesøndag er søndagen før påskedag, og skærtorsdag og langfredag falder i samme uge, mens anden påskedag er mandagen i ugen efter. Påsken bestemmer placeringen af store bededag, som er 4. fredag efter påskedag, og Kristi himmelfartsdag (sjette torsdag efter skærtorsdag), og pinsedag, som er den 7. søndag efter påskedag.
Matematisk måde at beregne, hvornår påsken falder. I tabellen nedenfor er n påskemåneden, og p er dagen i måneden.:
| Formel                                                   | Beregning                                    | Resultat |
| -------------------------------------------------------- | -------------------------------------------- | -------- |
| a = år mod 19                                            | a = 2016 mod 19                              | a = 2    |
| b = Heltallet af år / 100                                | b = Heltallet af 2016 / 100                  | b = 20   |
| c = år mod 100                                           | c = 2016 mod 100                             | c = 16   |
| d = Heltallet af b / 4                                   | d = Heltallet af 20 / 4                      | d = 5    |
| e = b mod 4                                              | e = 20 mod 4                                 | e = 0    |
| f = Heltallet af (b + 8) / 25                            | f = Heltallet af (20 + 8) / 25               | f = 1    |
| g = Heltallet af (b – f + 1 ) / 3                        | g = Heltallet af (20 – 1 + 1 ) / 3           | g = 6    |
| h = (19 * a + b – d – g + 15) mod 30                     | h = (19 * 2 + 20 – 5 – 6 + 15) mod 30        | h = 2    |
| i = Heltallet af c / 4                                   | i = Heltallet af 16 / 4                      | i = 4    |
| k = c mod 4                                              | k = 16 mod 4                                 | k = 0    |
| l = (32 + 2 * e + 2 * i – h – k) mod 7                   | l = (32 + 2 * 0 + 2 * 4 – 2 – 0) mod 7       | l = 3    |
| m = Heltallet af (a + 11 * h + 22 * l) / 451             | m = Heltallet af (2 + 11 * 2 + 22 * 3) / 451 | m = 0    |
| n = Heltallet af (h + l – 7 * m + 114) / 31              | n = Heltallet af (2 + 3 – 7 * 0 + 114) / 31  | n = 3    |
| p = (h + l – 7 * m + 114) mod 31 + 1                     | p = (2 + 3 – 7 * 0 + 114) mod 31 + 1         | p = 27   |
| Det vil sige påskedag falder i 2016 den 27/3 (27. marts) |                                              |          |